# دامودار باندي
دامودار باندي (1742-1804) كان رئيسًا لوزراء نيبال من 1795 إلى 1804. وُلد في كاثماندو، نيبال، وكان من أصل براهمان. تمت ترقيته من منصب الأمين العام للملكية النيبالية ثم إلى رئيس الوزراء في 1795 بعد إسقاط الملك رانا بهادور شاه.
قاد باندي حملات عسكرية ناجحة ضد المملكة المجاورة الجام، وتمكن من السيطرة عليها في 1802

## حياته الشخصية
دامودار باندي كان شخصية مرموقة ومؤثرة في تاريخ نيبال. وُلد باندي في عائلة مرموقة في كاثماندو، حيث تلقى تعليمه في الدين والفلسفة والعلوم.
بعد انضمامه إلى الخدمة الحكومية في المملكة، تدرج في الرتب وأصبح رئيس وزراء نيبال عام 1799. ومنذ توليه هذا المنصب، عمل بجد لتوحيد البلاد وتوسيع نفوذها في المنطقة.
كان باندي يتمتع بشخصية قوية وعزم راسخ، وكان يحظى بتقدير واحترام شعب نيبال والمجتمع الدولي. كما كان يشتهر بحبه للعلم والتعليم، حيث قام بتأسيس عدة مدارس ومؤسسات تعليمية في نيبال.
وعلى الرغم من قيادته لحملات عسكرية لتوسيع حدود نيبال وحمايتها من التدخل الأجنبي، إلا أن باندي كان محبوبًا لدى الشعب النيبالي ولدى الدول المجاورة، وذلك بسبب شخصيته القوية وإدارته الحكيمة للشؤون الحكومية.

## حياته العسكرية
دامودار باندي كان شخصية عسكرية بارزة في تاريخ نيبال. تولى قيادة الجيش النيبالي في عدة حملات عسكرية، وتميز بالشجاعة والمهارة العسكرية في مواجهة الأعداء والدفاع عن البلاد.
شارك باندي في الحرب ضد جوركا في عام 1788، حيث تمكن من هزيمة القوات الجوركية وتوسيع نفوذ نيبال في المنطقة. وبعد هذا الانتصار، قام باندي بتوحيد الأراضي النيبالية وتوسيع حدود البلاد بنجاح، وكان له دور كبير في إرساء الاستقرار الداخلي وتعزيز النفوذ النيبالي في المنطقة.
وفي عام 1792، قاد دامودار باندي حملة عسكرية ناجحة ضد مملكة كاشمير، وأسر الحاكم الكشميري وحصل على فدية ضخمة. وقد عزز هذا الانتصار مكانة نيبال كقوة عسكرية قوية في المنطقة.

## عائلته
يعتقد أنه كان ينتمي إلى عائلة نبيلة في المملكة النيبالية. وكان والده يدعى بيم سنغ باندي وكان يشغل منصب رئيس الوزراء في المملكة النيبالية في فترة سابقة. وقد كانت عائلة دامودار باندي ذات نفوذ كبير في المملكة النيبالية في ذلك الوقت.

## معاركه وحروبه
دامودار باندي كان قائدًا عسكريًا بارزًا في المملكة النيبالية، وشارك في العديد من الحروب والمعارك خلال فترة حكمه. وقد تميز بمهارته في القيادة والاستراتيجية، وأدى دورًا حاسمًا في نجاح بعض الحملات العسكرية التي شنتها المملكة.
واحدة من أهم المعارك التي شارك فيها دامودار باندي كانت حرب نيبال التبتية في عام 1792. وقاد دامودار باندي قوات نيبالية مكونة من حوالي 12,000 جندي في هذه الحرب. وقد تمكنت هذه القوات من السيطرة على معظم المناطق الحدودية بين نيبال والتبت، وأحكمت قبضتها على عدد من المواقع الإستراتيجية المهمة. وانتهت الحرب بتوقيع اتفاقية تيونجولا في عام 1792، والتي أكدت سيطرة نيبال على مناطق التبت الحدودية.